# Trésor de Cunetio
Le trésor de Cunetio est le plus grand trésor de pièces de monnaie romaines découvert en Grande-Bretagne. Il est constitué de 54 951 pièces de faible valeur. Les pièces les plus récentes datent des années 270 à 274. 

## Histoire
Le trésor de Cunetio a été découvert en 1978 à Mildenhall (Wiltshire), en Angleterre, sur le site de la ville romaine de Cunetio. Les pièces sont conservées au British Museum.